# Березник (Гулинский сельсовет)
Березник — деревня в Белозерском районе Вологодской области.
Входит в состав Гулинского сельского поселения, с точки зрения административно-территориального деления — в Гулинский сельсовет.
Расстояние по автодороге до районного центра Белозерска — 51 км, до центра муниципального образования деревни Никоновская — 21 км. Ближайшие населённые пункты — Бестужево, Елино, Рыбница.
По данным переписи в 2002 году постоянного населения не было.